# Opération Argus

Lancement d'un missile Lockheed X-17 depuis un navire dans le cadre de l'.

L'opération Argus est le nom donné à une série d'essais nucléaires conduits en secret pendant les mois d'août et septembre 1958 par le département de la Défense des États-Unis au-dessus de l'océan Atlantique Sud. Elle suit l'opération Hardtack I et précède l'opération Hardtack II.
Il s'agit des premiers essais d'armes atomiques conduits dans l'espace. Neuf navires et environ 4 500 personnes participèrent à cette opération, qui consista à lancer à un mois d'intervalle deux missiles qui firent exploser une ogive W25 de 1,7 kt à une altitude approximative de 200 km. La durée de l'opération est relativement courte, car un traité interdisant les essais atmosphériques et extraterrestres était en cours de négociation. En conséquence, ils furent conçus et réalisés en moins de six mois, alors que des tests de cette ampleur demandent au moins une année.
La plus haute explosion nucléaire est l'essai Argus III, à une altitude de 540 km en 1958.
Les lancements furent effectués à environ 1 800 km au sud-ouest du Cap, à proximité de l'île Tristan da Cunha. Deux satellites lancés dans le cadre du programme Explorer mesurèrent les effets des explosions. Les essais furent pour la première fois révélés au public par un article du New York Times du 19 mars 1959. Les documents relatifs à l'opération furent déclassifiés en 1982.
Les essais furent proposés par le scientifique Nicholas Christophilos (en) du Laboratoire national Lawrence-Berkeley, afin de valider sa théorie selon laquelle des explosions nucléaires en haute altitude créeraient une ceinture de radiations dans les couches supérieures de l'atmosphère terrestre. Des scientifiques croyaient qu'elles pourraient avoir une utilité tactique en cas de conflit armé. Confirmant la théorie de Christophilos, les explosions créèrent une ceinture artificielle d'électrons qui dura plusieurs semaines. Ces ceintures ont un effet sur les transmissions radio et les radars, peuvent détruire ou endommager les mécanismes des missiles balistiques intercontinentaux et mettre en danger les équipages de stations spatiales en orbite autour de la Terre.